# Hiroyuki Itsuki
Hiroyuki Itsuki (五木 寛之, Itsuki Hiroyuki), né le 30 septembre 1932 dans la préfecture de Fukuoka est un écrivain japonais. Son nom véritable est Hiroyuki Matsunobu.

## Biographie
Itsuki est élevé en Corée. Après la Seconde Guerre mondiale, il rentre au Japon avec ses parents et à partir de 1947 étudie la littérature russe à l'université Waseda. Après un voyage en Europe du Nord et en Union Soviétique, il fait ses débuts littéraires en 1966 avec le roman Saraba Mosukuwa gurenta. Il est lauréat du prix Naoki la même année pour son deuxième roman Aozameta uma o miyo.
Suivent d'autres romans comme Seishun no mon, Unicōn no tabi, Hitler no isan et Sofia no Aki. En 2010, il remporte le prix Mainichi de la culture pour Shinran.

## Adaptations de ses œuvres au cinéma
- 1975 : La Porte de la jeunesse (青春の門, Seishun no mon?) de Kirio Urayama
- 1977 : La Porte de la jeunesse : L'Indépendance (青春の門・自立篇, Seishun no mon: Jiritsu hen?) de Kirio Urayama